# Thomas Goyard
Thomas Goyard est un véliplanchiste français né le 15 janvier 1992 en Martinique et originaire de Nouméa (Nouvelle-Calédonie) où il grandit et réside.

## Carrière
Il remporte la médaille de bronze de RS:X aux Championnats du monde de voile 2014. Il est médaillé d'or aux Championnats d'Europe de RS:X en 2016.
En 2017, il est sacré champion d'Europe et champion du monde de RS:X Convertible.
Il est médaillé de bronze des Championnats d'Europe de RS:X en 2019 à Majorque.
Il est médaillé d’argent de RS:X aux Jeux olympiques d'été de 2020, se déroulant en 2021, sur le plan d'eau d'Enoshima.

## Famille
Il est le frère du véliplanchiste Nicolas Goyard.

## Palmarès

### Jeux olympiques
- 2021 à Tokyo ( Japon) :
  -  médaille d'argent en RS:X

### Championnats du monde
- 2014 à Santander ( Espagne) :
  -  médaille de bronze en RS:X
- 2020 (en) à Sorrento ( Australie) :
  -  médaille de bronze en RS:X

### Championnats d'Europe
- 2016 à Helsinki ( Finlande) :
  -  médaille d'or en RS:X
- 2019 à Majorque ( Espagne) :
  -  médaille de bronze en RS:X

## Décorations
- Chevalier de l'ordre national du Mérite le 8 septembre 2021[4]